# Evert Bäckström
Evert Bäckström är en romanfigur i Leif G.W. Perssons kriminalromaner.  

## Bokhistorik
I boken Den sanna historien om Pinocchios näsa är kommissarie Evert Bäckström vid Stockholmspolisen i västerort en mycket framgångsrik polis i den bemärkelsen att han håller 11 av sina 12 senaste mordutredningar uppklarade. Det tolfte fallet antyds i Den döende detektiven som ett mord på en nyckelfigur i handlingen som själv misstänkts för ett brutalt barnamord, och det faktum att den då tämligen omotiverade Bäckström fick fallet på sitt bord kan ses som en form av kosmisk rättvisa. Åtminstone ett mord som Bäckström klarat upp har vid uppklarandet tillskrivits Thomas Quick.
Av böckerna framgår att Bäckström, fastän ifrågasatt av åtskilliga av sina kollegor inom kåren, har en hög folklig förankring och är både igenkänd och omtyckt av lokalbefolkningen i Stockholm som Sverige i stort. Evert Bäckström har en bra och väletablerad kontakt med journalisterna vid de större kvällstidningarna och nyttjar flitigt denna kontakt för att styra sina utredningar i den riktning han finner bäst.
Evert Bäckström har ett brett kontaktnät i det svenska samhället och har aldrig svårt för att odla nya kontakter. Bland Bäckströms större framgångar kan nämnas att han genom sitt nätverk lyckas återfinna Palmevapnet som i förlängningen leder till uppklarande av mordet på Olof Palme.    
I romanen Den sanna historien om Pinocchios näsa framgår att Evert Bäckström är god för väl över 25 miljoner svenska kronor. I samma roman tilldelas Evert Bäckström Pusjkinmedaljen av den ryska presidenten Vladimir Putin för enastående insatser inom konst, kultur och humaniora. Pusjkinmedaljen är den högsta utmärkelsen som Ryssland kan ge till en utländsk medborgare.    
Genom sina framgångar har han genom åren dragit på sig flera fiender, inte sällan inom just den egna kåren. Av böckerna framkommer därför att flera kollegor, som sett sig passerade i karriären av Bäckström, betraktar honom som en cynisk person.  Statistiken i böckerna talar dock klarspråk: Evert Bäckström är Stockholmspolisens främsta mordutredare med 11 av 12 uppklarade mordutredningar.

## TV-serier

### Den fjärde mannen
2014 sändes miniserien Den fjärde mannen, baserad på Perssons roman En annan tid, ett annat liv. I serien spelar Claes Malmberg rollen som Evert Bäckström.

### Backstrom
I februari 2012 tillkännagavs att det amerikanska produktionsbolaget 20th Century Fox har köpt rättigheterna till romansviten om rollfiguren Evert Bäckström från Linda – som i Lindamordet och Den som dödar draken, och att böckerna ska bli tv-serie i USA. Persson uppgav för Dagens Nyheter att det för hans del rör sig om omkring hundra miljoner på banken. Efter att TV-bolaget CBS först underkänt pilotavsnittet blev det i januari 2014 klart att tv-bolaget Fox beställt 13 avsnitt med Everett Backstrom, verksam som polis på Serious Crimes Unit i Portland, Oregon. Manusskrivare var Hart Hanson, som tidigare gjort succé på kanalen med serien Bones, och huvudrollen spelades av Rainn Wilson, känd från The Office.
Backstrom hade premiär på Fox den 22 januari 2015 och på TV3 den 1 februari 2015. Den 8 maj 2015 meddelade manusförfattaren Hart Hanson att serien läggs ner efter endast en säsong på grund av dåliga tittarsiffror.

### Bäckström
2020 visades första säsongen av den svenska TV-serien Bäckström. I titelrollen som Evert Bergström syns Kjell Bergqvist, som tidigare gjorde rollen som Säpo-direktören Berg i En Pilgrims Död, där Bäckström figurerar prominent.